# Degelbach (Nollenbach)
Der Degelbach ist ein Bach auf dem Gebiet der Gemeinde Sauldorf im Landkreis Sigmaringen im südlichen Baden-Württemberg.

## Beschreibung
Der Degelbach entspringt nordöstlich des namengebenden Hauptortes von Sauldorf vor dem Wald Birkenbühl. Von hier an fließt er beständig westwärts, erst an der Südwestspitze des Birkenbühls beim Einzelanwesen Oberösch vorbei, dann zwischen den beide etwas entfernten Orten Sauldorf selbst im Süden und dem zugehörigen Dorf Wackershofen im Norden unter der sie verbindenden Kreisstraße K 8271 hindurch. Auf der anderen Seite passiert er drei zusammen unter 0,1 ha große Kleinteiche in einem Wäldchen am linken Ufer und durchläuft dann einen 0,8 ha großen Fischteich kurz vor der weiten Ablach-Aue, nach dem er gleich noch die Bahnstrecke Radolfzell–Mengen kreuzt.
Nach einem Reststück in einem wenig gefällereichen Graben über die Aue entlang von Grundstücksgrenzen mündet er nach einem Lauf von 2,4 km etwa 600 Meter südwestlich des Wackershofener Dorfrandes von rechts in den Nollenbach. Dieser ist ein hier selbst erst ein etwa 600 Meter langer Graben in der rechten Ablachaue und ein zumindest zeitweiliger rechter Abzweig des Auenbachs, der wenig nach dem Nollenbach-Abzweig von rechts in die Ablach mündet, wie gleichermaßen der Nollenbach weiter flussabwärts beim Dorf Oberbichtlingen der Gemeinde.